# Траутскірхен
Траутскірхен (нім. Trautskirchen) — громада в Німеччині, розташована в землі Баварія. Підпорядковується адміністративному округу Середня Франконія. Входить до складу району Нойштадт-на-Айші–Бад-Віндсгайм. Складова частина об'єднання громад Нойгоф-ан-дер-Ценн.
Площа — 19,83 км2. Населення становить 1310 ос. (станом на 31 грудня 2020).

## Галерея

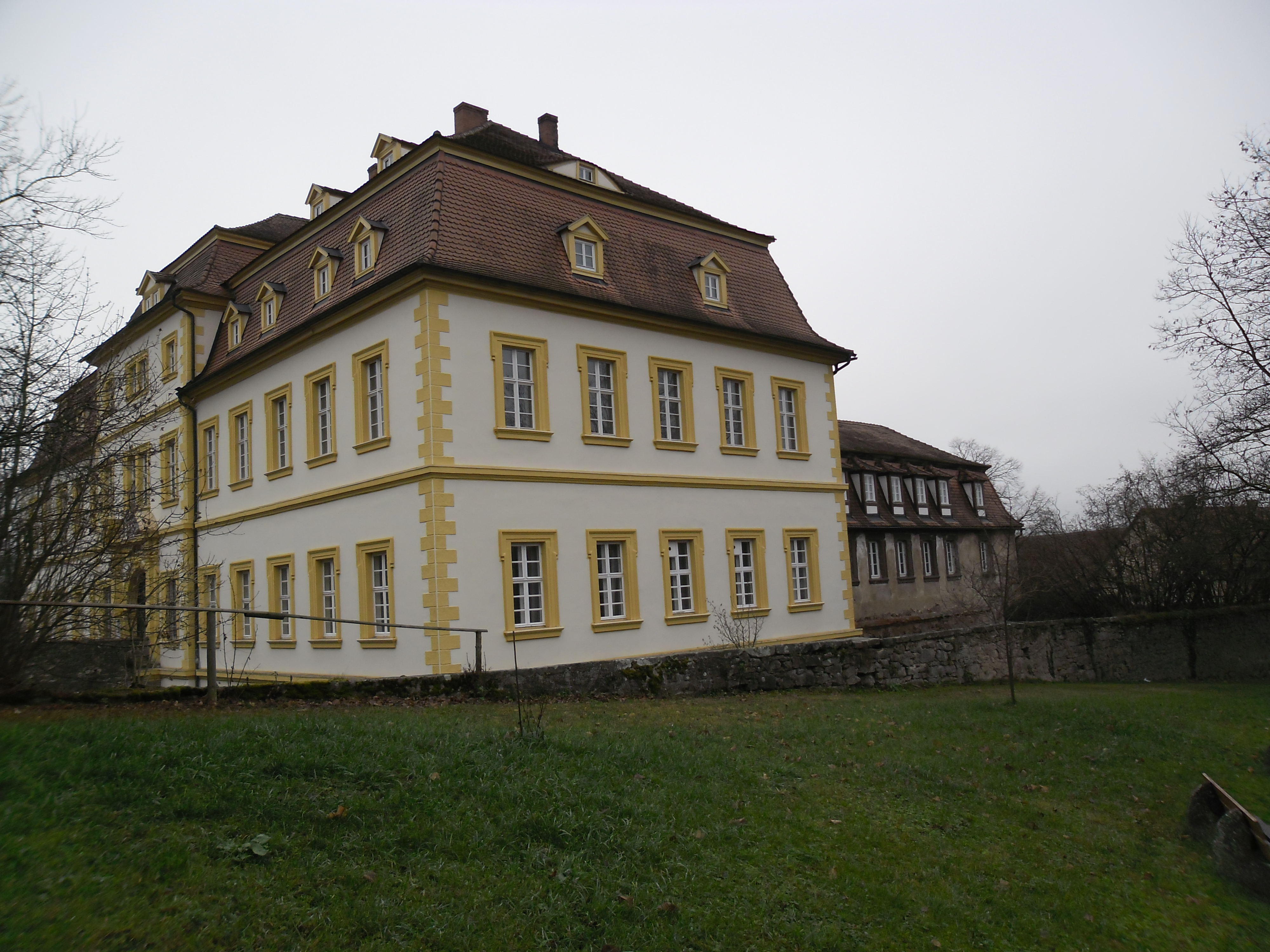